# Аеродинамічна сила

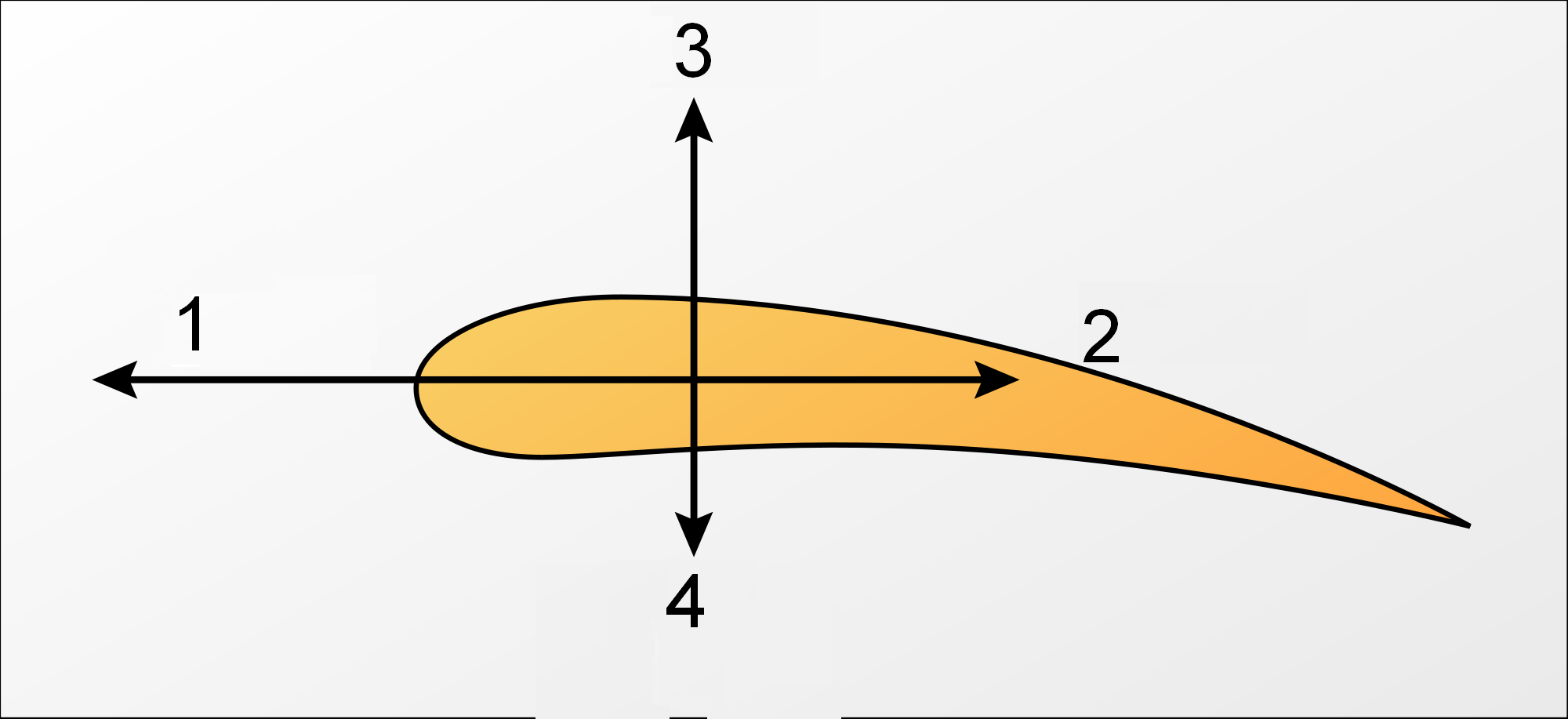
Типова схема аеродинамічних сил, що діють на літальний апарат: 1 — тяга; 2 — лобовий опір; 3 — підйомна сила; 4 — вага

Аеродинамічна сила – це сила, з якою зустрічний рухомий повітряний потік діє на поверхню твердого тіла.
Центр тиску – точка докладання цієї сили.
Сила впливу повітряного потоку на тверде тіло залежить від багатьох параметрів, головними з яких є форма й орієнтація тіла в потоці, 
лінійні розміри тіла та інтенсивність повітряного потоку, яка визначається його щільністю і швидкістю.
Аеродинамічна сила виникає з двох причин: 
- сила, що діє по нормалі до тіла, яка утворюється через тиск повітря на поверхню тіла,
- сила тертя пов'язана з в'язкістю газового середовища.

Крім цих двох сил, існує також поняття аеродинамічного моменту, значення якого залежить від точки, обраної для розрахунку.
Сила, створювана гвинтом або реактивним двигуном, називається тягою і вона також є аеродинамічною силою (оскільки вона також впливає на навколишнє повітря)
Аеродинамічна сила літального апарата з двигуном зазвичай представляється трьома векторами: тяга, підйомна сила і опір.
Четверта сила, яка діє на планер або літак з мотором під час польоту це його вага. Вага тіла не є аеродинамічною силою.

## Формула
Повна аеродинамічна сила прямо пропорційна кінетичній енергії потоку, який обтікає тіло і трансформується в енергію тертя в прикордонному шарі і в потенційну енергію тиску. В інженерних аеродинамічних розрахунках повна аеродинамічна сила записується формулою:
{\displaystyle R_{a}=C_{R}{\rho \ V^{2} \over 2}S}
де
{\displaystyle R_{a}} - повна аеродинамічна сила, Н.
{\displaystyle C_{R}} - безрозмірний коефіцієнт повної аеродинамічної сили, визначається дослідним шляхом в процесі аеродинамічних експериментів або теоретичними розрахунками
{\displaystyle {\rho \ V^{2} \over 2}} - динамічний напір, у Па.
{\displaystyle \rho } - щільність повітря.
{\displaystyle V} - швидкість тіла відносно повітря ("повітряна швидкість" тіла).
{\displaystyle S} - ефективна площа поверхні тіла.
При взаємодії твердого тіла з повітряним потоком не важливо, чи рухається тіло в нерухомому повітрі чи нерухоме тіло обтікає рухомий повітряний потік. Сили взаємодії, які при цьому виникають, будуть однакові. Це твердження основане на принципі відносності руху, сформульованому Галілео Галілеєм (1564–1642). 